# Felixia Yeap
 (septembre 2014).
Felixia Yeap Chin Yee (chinois : 叶静仪 ; chinois : 枼靜儀 ; pinyin : Yè Jìng Yí) est une mannequin malaisienne et une ancienne Playboy Bunny. Depuis décembre 2013, elle porte le voile islamique, provoquant la polémique dans les communautés musulmanes et non musulmanes de Malaisie,. Le 3 juillet 2014, elle annonce sa conversion à l'Islam.

## Biographie
Felicia est née à Kuala Lumpur et a grandi à Ipoh, dans l'ouest de la Malaisie. Avant sa carrière de mannequin, elle travaillait comme institutrice de maternelle. Yeap commence sa carrière dans le mannequinat en 2005 après avoir participé aux finales du concours Dewi Remaja. Elle apparaît comme finaliste dans la troisième saison de I Wanna Be a Model et remporte le titre de Miss Malaysia Tourism 2007 à 19 ans. Elle est également première dauphine pour le titre de Miss Chinese World Malaysia 2006, et finaliste de Dewi Remaja Malaysia.
En 2008, Yeap est choisie pour représenter la Malaisie aux Olympics Beauty 2008, puis devient finaliste au FHM Girl Next Door 2009, et est couronnée aux Velocity Angels comme modèle de l'année 2009, avant d'être finaliste à Miss Univers Malaisie 2010,. Yeap abandonne le concours de Miss Monde Malaisie 2009, car en désaccord avec les termes et conditions,. Elle participe au AQUARIUS Fashion Show et au WWF Malaysia avec Sam Insanity, supposément son amoureux. Yeap est sélectionnée pour devenir la première Playboy Bunny de Macao. Elle pose pour dans une édition de Playboy Philippines en 2013. En décembre 2013, Yeap commence le port du voile islamique.